# Victor Gruschka Springer
Pour les articles homonymes, voir Springer.
Victor Gruschka Springer, né à Jacksonville en Floride le 2 juin 1928 et mort le 18 septembre 2022, est professeur émérite au département des poissons du Muséum national d’histoire naturelle de la Smithsonian Institution à Washington. C'est un spécialiste de l'anatomie, la classification et la distribution des poissons, avec un intérêt particulier pour les poissons marins des côtes tropicales. Il a publié de nombreuses études scientifiques sur ces sujets, notamment un livre à succès intitulé Sharks in Question, the Smithsonian Answer Book en 1989.